# Klasické gymnázium Modřany
Klasické gymnázium Modřany je gymnázium v Praze-Modřanech. Zřizovatelem školy je právnická osoba „Klasické gymnázium Modřany a základní škola, s. r. o.“

## Právnické osoby
| ID zařízení | Název zařízení           | Kapacita | Ulice              | Obec    | Typ |
| ----------- | ------------------------ | -------- | ------------------ | ------- | --- |
| 110007778   | Střední škola            | 600      | Rakovského 3136/II | Praha 4 | C00 |
| 161102875   | Školní jídelna - výdejna | 350      | Rakovského 3136    | Praha 4 | L13 |

## Vyučované obory
| Popis oboru           | Forma vzdělání | Kód oboru   | Kapacita oboru | Délka vzdělání |
| --------------------- | -------------- | ----------- | -------------- | -------------- |
| Gymnázium             | denní          | 79-41-K/41  | 130            | 4 r. 0 měs.    |
| Gymnázium - všeobecné | denní          | 79-41-K/601 | 160            | 6 r. 0 měs.    |
| Gymnázium             | denní          | 79-41-K/61  | 160            | 6 r. 0 měs.    |
| Gymnázium - všeobecné | denní          | 79-41-K/801 | 260            | 8 r. 0 měs.    |
| Gymnázium             | denní          | 79-41-K/81  | 310            | 8 r. 0 měs.    |